# Jorge Concha
Jorge Enrique Concha Cayuqueo OFM (ur. 8 czerwca 1958 w Carahue) – chilijski duchowny katolicki, w latach 2020-2023 biskup diecezjalny Osorno, biskup diecezjalny Temuco od 2023.

## Życiorys

### Prezbiterat
Święcenia kapłańskie otrzymał 20 grudnia 1986 w zakonie franciszkanów. Był m.in. mistrzem profesów tymczasowych, gwardianem i duszpasterzem parafialnym przy kilku chilijskich klasztorach, a także komisarzem Ziemi Świętej w Chile. W latach 2011–2015 przełożony chilijskiej prowincji zakonnej.

### Episkopat
14 lipca 2015 papież Franciszek mianował go biskupem pomocniczym archidiecezji Santiago de Chile, ze stolicą tytularną Carpi. Sakry udzielił mu 29 sierpnia 2015 metropolita Santiago - kardynał Ricardo Ezzati Andrello.
11 czerwca 2018 został ogłoszony administratorem apostolskim diecezji Osorno, a 5 lutego 2020 został mianowany biskupem ordynariuszem tej diecezji.
4 lutego 2023 ten sam papież przeniósł go na urząd biskupa diecezjalnego Temuco.